# André Joyal
André Joyal est un mathématicien québécois, né en 1943 à Saint-Majorique-de-Grantham.
Il possède un baccalauréat et une maîtrise de l'Université de Montréal. André Joyal vit à Montréal. Il est père de trois enfants.
André Joyal est depuis 1972 professeur de mathématiques à l'Université du Québec à Montréal. Il a cosigné des articles de recherche avec de nombreux collaborateurs : Gilbert Labelle, Pierre Leroux (1942-2008), François Bergeron, etc.
Il est connu particulièrement pour ses travaux en théorie des catégories avec applications en logique, en combinatoire, en théorie des topos, en topologie algébrique et en théorie de l'homotopie. Il est aussi le créateur de la théorie combinatoire des espèces de structures (en). De plus, il a découvert la sémantique de Kripke-Joyal.  Avec la collaboration de Myles Tierney, André Joyal a généralisé la théorie de Galois d'Alexandre Grothendieck. Il développe depuis ces trente dernières années la théorie des quasi-catégories. Il a bien connu Samuel Eilenberg l'un des pères fondateurs avec
Saunders Mac Lane, de la topologie algébrique. Enfin, il est coauteur avec Ieke Moerdijk (en) du livre Théorie des ensembles algébriques.
En 2013, il fut membre de l'école de mathématiques de l'Institute for Advanced Study, à Princeton, New-Jersey, États-Unis.

## Biographie
Dès l'adolescence, André Joyal s'intéresse aux sciences en général. Il aime surtout lire des livres de physique et d'astronomie à la bibliothèque de Saint-Majorique-de-Grantham. Plus tard, il poursuit des études dans un collège pour obtenir un diplôme de technicien en électronique (1961). Animé d'une grande curiosité intellectuelle, il étudie en autodidacte l'algèbre et le calcul infinitésimal.

## Exploration des mathématiques
Son amour des mathématiques a amené André Joyal à faire tout naturellement de la recherche théorique en mathématique. En effet, André Joyal pense que cela sera plus utile à l'humanité et ce, dans un avenir plus ou moins éloigné. Même en étant mathématicien-théoricien cela ne l'empêche pas de prendre de temps à autre position politiquement.

## La pensée humaine
André Joyal s'intéresse aussi à la pensée humaine en tant que telle : « les mathématiques, c'est davantage une science de la pensée que la physique et particulièrement la logique mathématique. »
Il s'intéresse aussi à la logique mathématique pour mieux saisir les méthodes de pensées en mathématiques : la pensée qui réfléchit sur le processus de la pensée.

## La rigueur mathématique et le contenu intuitif
André Joyal insiste aussi sur le fait que la rigueur mathématique est essentielle dans l'activité mathématique mais que ce n'est pas suffisant. Et il ajoute, il y a aussi un « mode non rigoureux » qui sert de support à la démonstration. Il dit qu'il y a peu de textes traitant d'un contenu intuitif et géométrique liés aux preuves mathématiques.
Selon Joyal : « il faudrait qu'il y ait des équipes, des gens payés qui travaillent là-dessus. »

## Prix et distinctions
- 1982 - Prix Urgel-Archambault
- 1985 - Bourse Killam
- 1983 - Grand Montréalais de l'avenir pour les sciences
- 1993 - Membre de la Société royale du Canada
- 2014 - Professeur émérite de l'Université du Québec à Montréal
- 2017 - Docteur d'honneur en sciences de l'Université de Sherbrooke
- 2022 - Prix Jeffery-Williams

## Référence
1. 1 2 3 4  Jacques Nimier, Entretien avec André Joyal.